# NetSuite
NetSuite是一家美国云计算公司，成立于1998年，总部位於加利福尼亚州聖馬刁，該公司提供企业财务管理、运营和客户关系的软件和服务。2016年11月，甲骨文公司以约93亿美元收购NetSuite。